# Hälben
| Språngben och hälben                                                                                         |
| Ovan: Språngben (blått) och hälben (grönt). Illustration: Beth ohara. (GFDL)                                 |
| Vänster hälben, översida                                                                                     |
| Ovan: Vänster hälben, översida. Nedan: Vänster hälben, undersida. Illustrationer: Gray's Anatomy, 1918. (PD) |
| Vänster hälben, undersida                                                                                    |

Hälben (latin: calcaneus, os calcis, "sporrbenet") är, i människans kropp, det största fotrotsbenet (ossa tarsi). Det sitter i fotens (pes) bakre, nedre del och bildar hälknölen (tuber calcanei) som överför kroppens vikt ned i underlaget och utgör en momentarm för vadmusklerna. Hälsenan (tendo calcaneus) fäster i hälbenet.
Hälbenets ledar mot två ben:
1. Språngbenet (talus)
2. Tärningsbenet (os cuboideum)

Hälbenets har formen av en avlång, oregelbunden kub med sex ytor och en längdaxel som är riktad lateralt framåt.

## Översidan
På översidan finns en yta som breder ut sig över den del av benet som skjuter ut bakåt och bildar hälen. Ytans är konkav sagittalt (framåt-bakåt) och konvex transversellt (höger-vänster). Dess storlek varierar mellan olika individer. Ytan täcks av en bursa (slemsäck) som ligger mellan benet och hälsenan.
Framför denna yta finns en stor, vanligen oregelbundet oval ledfasett, facies articularis posterior, som är riktad uppåt och framåt. Den är konvex sagittalt och ledar mot den bakre ledytan på det ovanliggande språngbenet, facies articularis calcanea posterior.
Framför denna fasett finns en fördjupning, sulcus calcanei, som tillsammans med en motsvarande fördjupning på språngbenet, suclus tali, bildar en kanal, sinus tarsi, som rymmer lig. talocalcaneus interosseus.
Framför och på sulcus mediala sida ligger en avlång fasett som är konkav sagittalt och vars längdaxel är riktad lateralt framåt. Fasetten är ofta uppdelad i två delar, facies articularis anterior et media. Den mellersta av dem ledar mot en motsvarande yta på språngbenet, facies articularis calcanea media.
Den övre ytan framför och lateralt om dessa fasetter är skrovlig och utgör fäste för flera ligament och ursprung för m. extensor digitorum brevis ("korta tåsträckarmuskeln").

## Undersidan
Undersidan eller den plantara sidan är ojämn, bredare baktill än framtill och transversellt konvex. Den avgränsas baktill av en tvärgående förhöjning, tuberositas calcanei, som är nedsjunken i mitten och i vardera änden utmynnar i ett utskott, processus medialis et lateralis tuberis calcanei. Den förra är rund, smal och högre än den mediala och m. abductor digiti minimi ("muskeln som för isär lilltån") har sitt ursprung här och mellan utskotten. Den senare är större och bredare; dess mediala kant utgör fäste för m. abductor hallucis ("muskeln som för isär stortån") och på dess framsida fäster m. flexor digitorum brevis ("korta tåböjarmuskeln") och plantaraponeurosen (aponeurosis plantaris, fotsulans bindvävshinna). 
I den skrovliga ytan framför dessa utskott har lig. plantare longum och det laterala huvudet på m. quadratus plantae ("fotsulans fyrkantiga muskel") sina fästen. I det skrovliga utskottet i ytans framkant och i fördjupningen framför denna fäster lig. calcaneocuboideum plantare.

## Lateralsidan
| Vänster hälben, lateral vy                                                                                |
| Ovan: Vänster hälben, utsidan. Nedan: Vänster hälben, insidan. Illustrationer: Gray's Anatomy, 1918. (PD) |
| Vänster hälben, medial vy                                                                                 |

Den laterala ytan är bred baktill för att smalna av framåt. Den är platt och nästan subkutan. I närheten av dess mitt finns en tuberkel där lig. calcaneofibulare fäster. I ytans övre-främre del fäster lig. talocalcaneum laterale. Framför tuberkeln finns en smal yta märkt av två fördjupningar som avskiljs av en upphöjd ås eller ett utskott, trochlea peronealis. I den övre fördjupningen fäster senan från m. peroneus brevis ("korta underbensmuskeln") och i den övre senan från m. peroneus longus ("långa underbensmuskeln").

## Medialsidan
Den mediala ytan är djupt konkav och riktad framåt och nedåt. Över ytan passerar fotsulans (planta pedis) blodkärl och nerver. M. quadratus plantae har det ena av sina ursprung här.
På ytans övre-främre del finns ett horisontellt utskott, sustentaculum tali, som utgör fäste för en del av m. tibialis posteriors sena. Utskottets konkava ovansida artikulerar mot den mellersta ledytan på språngbenets undersida (facies articularis calcanea media). I utskottets skrovliga undersida fäster senan från m. flexor hallucis longus ("den långa muskeln som böjer stortån"). På kanten på utskottets främre del fäster lig. calcaneonaviculare plantare och på den inre kanten fäster lig. deltoideum.

## Framsidan
Framsidan är mer eller mindre trekantig till formen. Den är konkav nedåt-lateralt och konvex i motsatt riktning. I dess mediala kant fäster lig. calcaneonaviculare plantare.

## Baksidan
Baksidan är konvex, bredare nedtill än upptill och kan uppdelas i tre delar. Den nedre delen är skrovlig och täckt av hälens feta och fibrösa vävnad. I den mellersta, även den skrovlig, delen fäster hälsenan (tendo calcaneus) och m. plantaris ("fotsulans muskel"). Den översta delen är slät och täcks av en bursa (slemsäck) som avskiljer ytan från hälsenan.

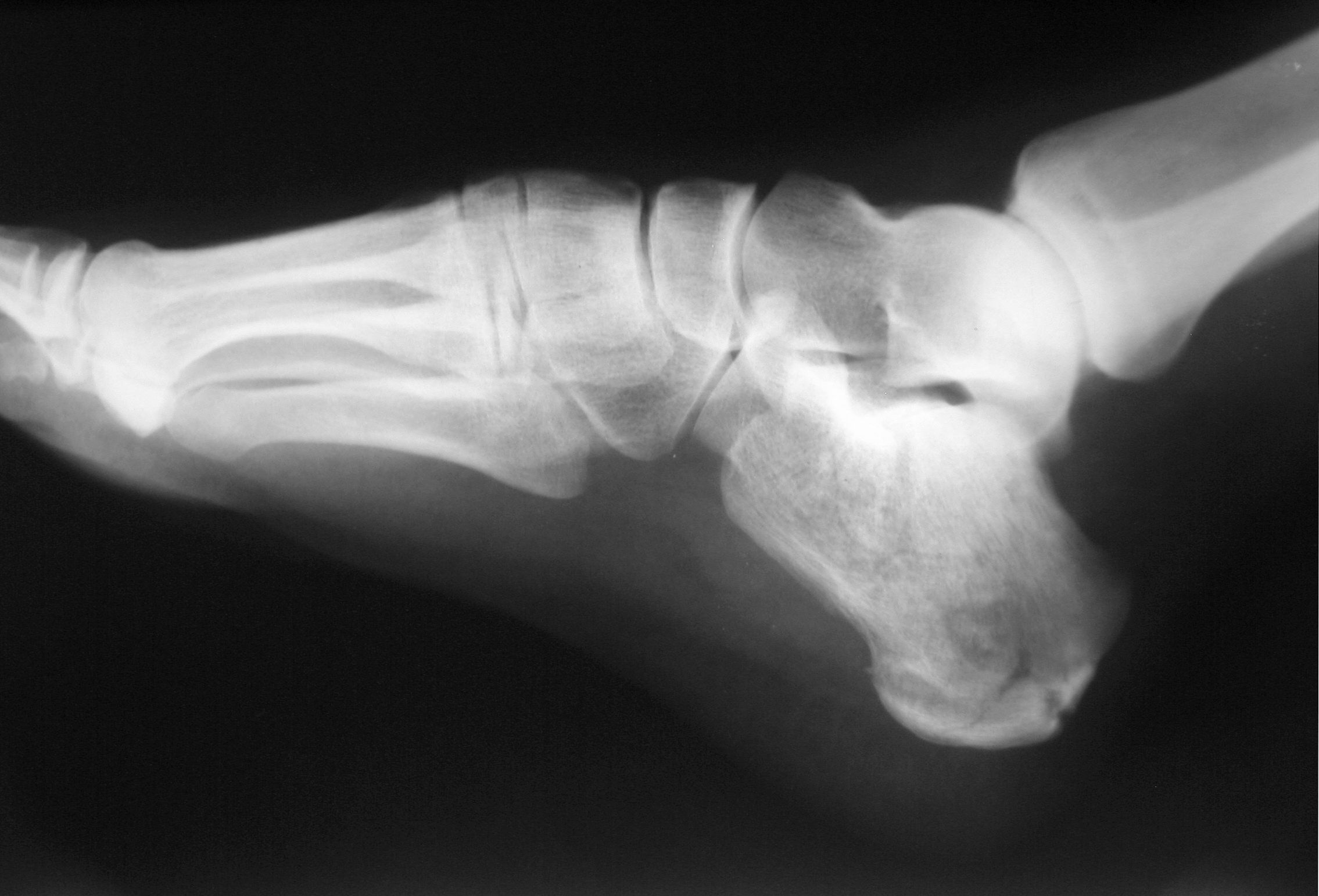
Röntgenbild av en hälbensfraktur